# Barbara Cox
Barbara Douglas Cox (10 maggio 1947) è una dirigente sportiva, allenatrice di calcio ed ex calciatrice neozelandese, di ruolo difensore.

## Biografia
Barbara Cox (nata Douglas) è riconosciuta come una dei pionieri del calcio in Nuova Zelanda. Insieme al marito Roy Cox, ex giocatore del Queens Park Rangers ha contribuito a fondare la locale federazione calcistica.
Le due figlie, Michele e Tara sono state a loro volta calciatrici della nazionale.

### Studi
Dopo la laurea in Sociologia all'Università di Auckland, ottiene un PhD presso l'Università del Waikato nel 2010 con una tesi sullo sviluppo del calcio femminile.

### Nazionale
Barbara Cox è stata il capitano della squadra che ha inaugurato la storia delle Football Ferns il 25 agosto 1975, con l'esordio in Coppa d'Asia. La Nuova Zelanda vinse poi l'edizione di Hong Kong 1975, la prima della manifestazione.

### Allenatrice
Sopo aver lavorato per diversi anni nello staff tecnico della sua squadra, la Auckland Women's FA, dal 2000 al 2003 è stata Commissario tecnico della Nazionale di calcio femminile di Tahiti, con cui ha vinto una Polynesia Cup.

### Dirigente Sportiva
Barbara Cox ha svolto diversi incarichi come dirigente nella sua società, nonché per la federazione calcistica e il Comitato Olimpico Neozelandese. Attualmente è CEO del Mt Wellington Stadium Charitable Trust.

## Palmarès
- Coppa d'Asia: 1

Hong Kong 1975